# 何以笙簫默 (電影)
《何以笙箫默》是一部2015年上映的中国大陆都市爱情片，改编自女作家顾漫的同名小说，亦是顾漫第三部影視作品。该片由乐视影业（北京）有限公司出品及发行，杨文军、黄斌联合执导，并由黄晓明、杨幂、佟大为、Angelababy领衔主演，黄晓明同时担任影片的监制和联合出品人。全片讲述了一对大学时期的情侣因误会而分手，直到七年后，两人在国内重聚，最终重修旧好。
本片于2014年12月17日在上海正式开机，至次年2月转战美国旧金山取景拍摄，2月28日杀青关机。影片原定于2015年5月1日在中国大陆正式公映，后提前一天至4月30日上映。

## 剧情
赵默笙（杨幂 饰）一直暗恋着高材生何以琛（黃曉明 饰），一段单纯美丽的校园爱情眼看着就要在两人之间展开，就在这个节骨眼上，和何以琛没有血缘关系的妹妹以玫（Angelababy 饰）突然出现，让一对有情人擦肩而过，之后，赵默笙负气前往美国，两人再无联系。 一转眼七年过去，如今已经成为一名出色摄影师的赵默笙再次遇见了何以琛，此时的赵默笙才发现，自己一直都没有忘记这个自己最爱也是伤害自己最深的男人。可是，今非昔比，如今的赵默笙和何以琛都早已不是曾经的青葱年少，接踵而至的意外，剪不断理还乱的过往，在巨大的压力和阻碍面前，这一对罗密欧朱丽叶式的情侣能否坚持他们的选择，再度走到一起？

## 演员
| 演員                | 角色           | 备注                                             |
| ------------------- | -------------- | ------------------------------------------------ |
| 黄晓明              | 何以琛         | 律师，赵默笙的大学同学、丈夫                     |
| 杨幂                | 赵默笙         | 市長赵清源的千金，摄影师，何以琛的大学同学、妻子 |
| 佟大为              | 应晖           | 赵默笙前夫，INSO公司CEO                          |
| Angelababy          | 何以玫         | 何以琛异父异母的妹妹，白领                       |
| 陈冲                | 裴方梅         | 赵默笙的繼母                                     |
| 謝依霖              | 花仙子         | 赵默笙的助理                                     |
| 黄子韬              | William        | 何以琛的助理                                     |
| 何穗                | 箫筱           | 赵默笙同学，娱乐圈明星                           |
| 馬蘇                | 文小姐         |                                                  |
| 沈泰                | 向恒           |                                                  |
| 刘天佐              | 老袁           |                                                  |
| 华少                | 周教授         |                                                  |
| 张帅                | 主编           |                                                  |
| 曾志伟              | 林祥和         | 大商公司董事長                                   |
| 姚安濂              | 赵清源         | 市長，赵默笙的父親                               |
| 孙艺洲              | 超市经理       |                                                  |
| 孔连顺              | 超市保安       |                                                  |
| 刘小小              | 赵默笙友人甲   |                                                  |
| 黄小戈              | 赵默笙友人乙   |                                                  |
| 杨昆                | 民政局工作人员 |                                                  |
| 蒋紫嫣              | 护士           |                                                  |
| 刘彦池              | 裴方梅友人     |                                                  |
| Dylan Carlin        | 小嘉           |                                                  |
| Richard Allen       | 克鲁斯         |                                                  |
| Ryan Andrew Vásquez | 摄影师         |                                                  |
| Afi Ayanna          | 女警           |                                                  |
| John Hurst          | 律师           |                                                  |
| Conor Hamill        | 社工           |                                                  |
| Lee Obrian          | 咖啡店老板     |                                                  |
| Allen Duzak         | 牧师           |                                                  |
| Kelli McCrann       | 伴娘           |                                                  |
| Mitch Mccoy         | 伴郎           |                                                  |

## 制作
由网络作家顾漫创作的同名小说于2005年出版，讲述了何以琛和赵默笙的爱情故事，包含青春浪漫气息。2014年6月，由钟汉良和唐嫣主演的同名电视剧开拍，2015年1月正式播出，一时在网络上引发讨论，衍生出“何以体”和“亿年修得何以琛”等讨论话题，并在韩国播出。
11月12日，光线传媒总裁王长田发布消息，正式宣布启动《何以笙箫默》电影项目。他表示，像《何以笙箫默》这样的小说，电影人很希望把它拍成电影。顾漫表示影片预计于2015年下半年拍摄。
在版权纠纷问题上不让步的乐视影业率先宣布开机。拍摄期间在网上公开的角色造型多次引发网友热议。
2015年3月17日，片方发布角色海报，正式宣布Angelababy将加盟影片出演何以玫一角。

## 原声带
| 曲序 | 曲目                |                               | 作曲                          | 演唱   | 时长 |
| ---- | ------------------- | ----------------------------- | ----------------------------- | ------ | ---- |
| 1.   | You Are My Sunshine | Jimmie Davis Charles Mitchell | Jimmie Davis Charles Mitchell | 张靓颖 | 1:43 |
| 2.   | 何以笙箫默          | 高晓松 尹约                   | Jimmie Davis Charles Mitchell | 黄晓明 | 4:08 |
| 3.   | 默                  | 尹约                          | 钱雷                          | 那英   | 5:25 |
| 4.   | 不将就              | 黄伟文                        | 李荣浩                        | 李荣浩 | 5:12 |

来源：

## 发行
影片于4月23日下午举行名为“爱情奇葩颁奖盛典”的首映礼，上映日期正式提前至4月30日。随后的媒体看片会上出现状况，现场放映机出现故障，黄晓明携爱狗救场。
首日票房6300万，两天拿下1.42亿。最终累计3.55亿。

## 评价
《半岛晨报》认为，影片情感脉络非常混乱，编剧在处理跨时空情感连接的问题上捉襟见肘。
各大影评网站皆有绝大部分的网友表示该片粗糙，逻辑混乱。

## 宣传活动
| 播出時間     | 活動           | 出席演員                             |
| ------------ | -------------- | ------------------------------------ |
| 2015年5月2日 | 《快樂大本營》 | 黃曉明、楊冪、Angelababy、何穗、馬蘇 |